# Ali Stephens
Alison F. "Ali" Stephens (10 de mayo de 1991) es una modelo estadounidense.

## Carrera
Stephens fue descubierta mientras estaba de compras con su familia en Salt Lake City y firmó un contrato de tres años con Elite Model Management en agosto de 2007 después de mandar polaroids de ella misma. 
 El 25 de septiembre de 2007 hizo su debut en la pasarela en el evento de Prada en Milán.
Durante 2007, fue exclusiva de Prada y abrió para Chloé en París. También desfiló para Chanel, Dries van Noten, Givenchy y Louis Vuitton. Fue llamada "estrella en alza" en "Model mania" de Hintmag.com “Model Mania”, la revista Pop y fue elegida por Style.com como una de las “Diez” futuras estrellas de la pasarela. En diciembre de 2007, Vmagazine.com dejó a Stephens como la segunda mejor posicionada para la siguiebte temporada de moda.
En 2008 Stephens se volvió el rostro de Chloé y M Missoni y fue fotografiada por David Sims para Calvin Klein. Modeló para Gap en su campaña primavera internacional y fue fotografida para Prada Sport. Fur una exclusiva de Calvin Klein en otoño de ese año y abrió para Nicole Farhi y CNC Costume. Figuró en la portada de la coreana W y en MUSE. la Vogue francesa. En abrol, Stephens apareció en el catálogo de Calvin Klein. Fue nombrada por la revista New York Look como "La chica del año" y firmó un contrato con Chanel. En otoño de 2008, Stephens abrió para Peter Som y cerró para Jonathan Saunders, Preen, y Sophia Kokosalaki.
En 2009 Stephens apareció en las revistas Vogue China, Italian Vogue,  Japanese Vogue,  i-D, Numero, Allure,  Russh y Revue de Modes. Fue elegida la modelo de la campaña de Lacoste ese año.
En 2010 Stephens apareció en Vogue y Teen Vogue y figuró en la portada de la versión francesa de Elle.
Stephens ha desfilado para Shiatzy Chen, Balenciaga, Dries van Noten, Givenchy, Chanel, Kenzo, Nina Ricci, Miu Miu, y Louis Vuitton.
Ha aparecido en anuncios de Prada, Gap, Chloé, Alexander Mcqueen, Diane Von Furstenberg, Bergdorf Goodman, Missoni, Karen Millen, Lacoste, Chanel mascara, Georges Rech,  Uniqlo,  Neiman Marcus, Calvin Klein, y en editoriales de Numéro, The New York Times, Harper's Bazaar, Allure, V, Flair, Elle, y Vogue.

## Vida personal
Es buena amiga de la también modelo Toni Garrn, a la que conoció en otoño de 2008 cuando ambas aspiraban a ser contratadas por Calvin Klein.
Se casó con Nicholas Lund el 3 de agosto de 2012 a los 21 años.
Practicó atletismo antes del modelaje, el cual nunca le había interesado y practica meditación trascendental.